# لخشاب (الضليعة)

تعديل مصدري - تعديل

لخشاب هي إحدى قرى عزلة الضليعة بمديرية الضليعة التابعة لمحافظة حضرموت، بلغ تعداد سكانها 239 نسمة حسب تعداد اليمن لعام 2004.